# Onthophagus koma
Onthophagus koma är en skalbaggsart som beskrevs av Matsumura 1937. Onthophagus koma ingår i släktet Onthophagus och familjen bladhorningar. Inga underarter finns listade i Catalogue of Life.